# گمینا کوووبژگ
گمینا کوووبژگ (به لهستانی:  Gmina Kołobrzeg) یک گمینا در لهستان است که در شهرستان کوووبژگ واقع شده‌است. گمینا کوووبژگ ۱۴۴٫۷۵ کیلومتر مربع مساحت و ۱۰٬۴۲۴ نفر جمعیت دارد.